# Andreas Kieling

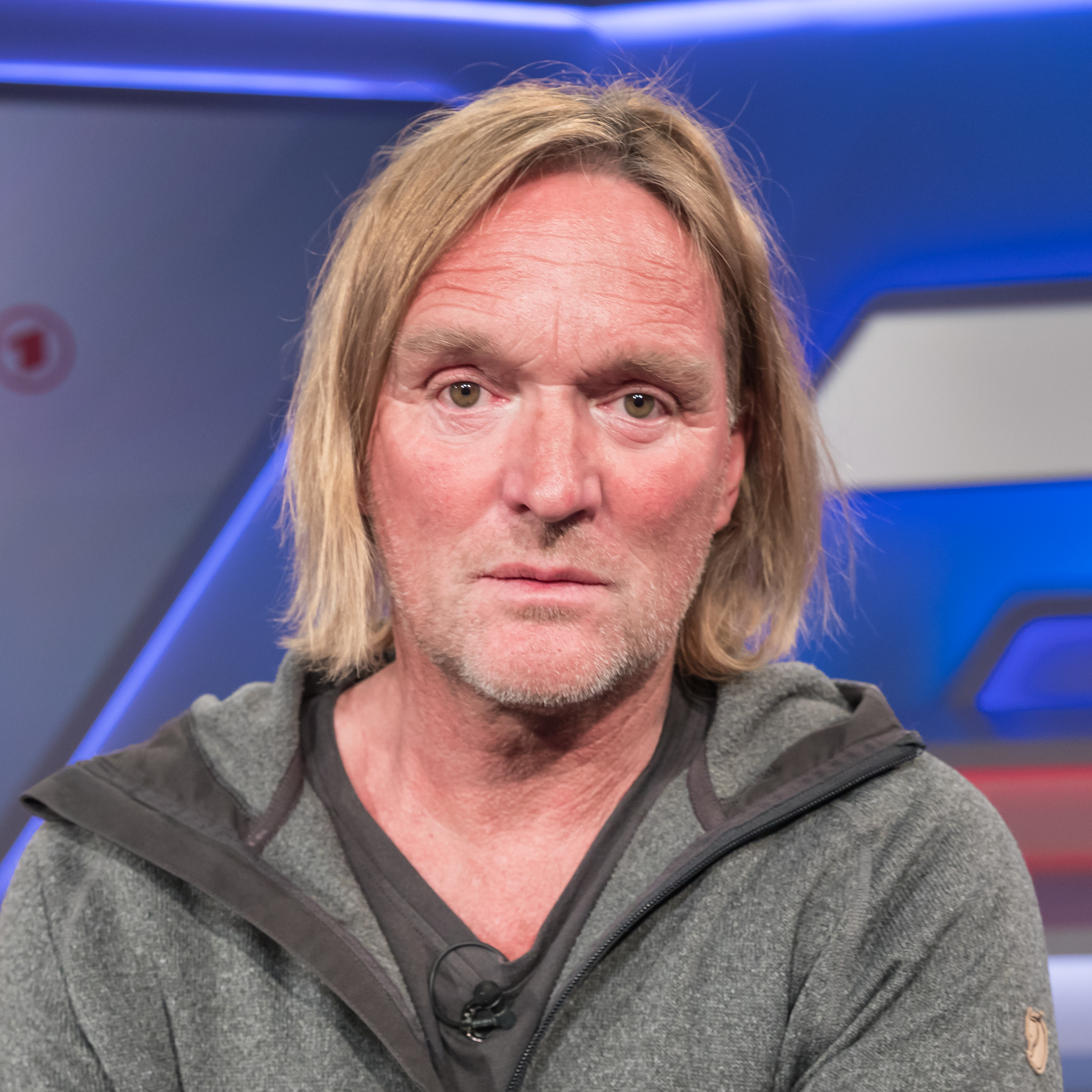
Andreas Kieling (2019)

Andreas Kieling (* 4. November 1959 in Gotha) ist ein deutscher Dokumentarfilmer, Filmproduzent und Autor mit dem Schwerpunkt auf Natur-, Tier- und Abenteuerthemen.

## Leben
Nach eigenen Angaben floh Andreas Kieling 1976 als 16-Jähriger aus der DDR über die Tschechoslowakei und Österreich in die Bundesrepublik Deutschland und wurde dabei am 16. Oktober 1976 beim Durchschwimmen der Donau von einem tschechoslowakischen Grenzer beschossen. Er erlitt einen Steckschuss im Rücken. In der Bundesrepublik heuerte er von 1977 bis 1980 als Seemann für Überseefahrten auf deutschen Handelsschiffen an. Von 1980 bis 1983 absolvierte er eine Ausbildung zum Berufsjäger in verschiedenen norddeutschen Forstämtern, vor allem in den Revieren Lanze und Lomitz im Landkreis Lüchow-Dannenberg. Zwischen 1986 und 1990 unternahm Kieling längere berufliche Auslandsaufenthalte: 1988 ein Jahr als Forstberater in der Volksrepublik China und 1989 ein halbes Jahr in Indien und Pakistan.
Andreas Kieling hat aus einer Ehe zwei Söhne (* 1983, * 1993), die beruflich mit Fotoapparat/Kamera arbeiten, und hatte danach eine Beziehung mit einer Pferdetrainerin. Er lebt auf einem Bauernhof in Hümmel in der Eifel. Der Schauspieler Wolfgang Kieling war sein Großonkel.

## Dokumentarfilmer

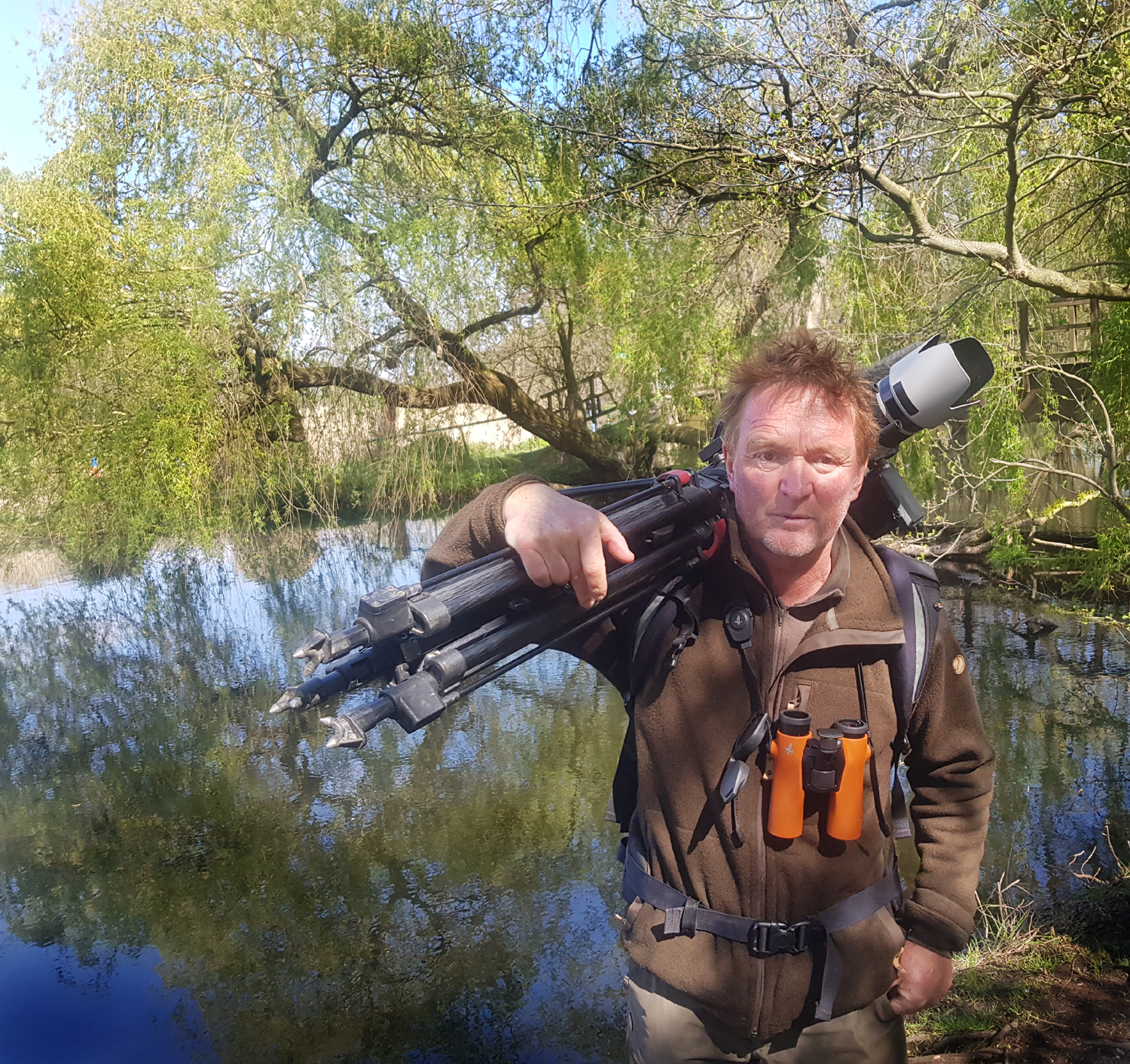
Andreas Kieling im Naturpark Schwalm Nette / Niederrhein (April 2022)

Andreas Kieling begann 1991 seine Karriere als Dokumentarfilmer. Seit 1992 bereist er Alaska; bei jeder Reise stellte er sich einer besonderen Herausforderung. Seine Erlebnisse beschrieb Kieling in mehreren Büchern. Über 3000 Kilometer Länge erkundete er den Yukon von der Quelle bis zur Mündung in das Beringmeer. Aus dieser Reise entstand eine dreiteilige Dokumentation, die im Januar 2007 in der ARD gezeigt wurde. Auf der mittleren Etappe seiner Reise wurde der Tierfilmer von seiner Frau Birgit und seinen beiden Söhnen Erik und Thore begleitet. Sie folgten den Spuren der Goldsucher, filmten unter anderem Elche mit ihren Kälbern, erkundeten verlassene Glücksritter-Camps und das Wrack eines Raddampfers. Die dritte Episode, Abenteuer Yukon – Der lange Weg zum Eismeer, erhielt im Oktober 2008 auf dem Wildscreen Festival in Bristol den Panda Award.
Im Mai 2008 und im Mai 2011 zeigte das ZDF die dreiteilige Reihe Expeditionen zu den Letzten ihrer Art, nicht zu verwechseln mit der BBC-Fernsehserie Die Letzten ihrer Art (Serie 1989, Buch 1990, Serie 2009) von Douglas Adams und Mark Carwardine. Für die ZDF-/Arte-Produktion Mitten im wilden Deutschland ging Andreas Kieling 2009 auf eine Wanderschaft quer durch Deutschland. Entlang des ehemaligen Todesstreifens folgte er dem Grünen Band. Anfang Juni 2010 wurde auf Arte seine fünfteilige Serie Mitten in Südafrika ausgestrahlt. Im Juni 2023 wurde er gemeinsam mit Joey Kelly zur dritten Staffel des YouTube-Formats 7 vs. Wild nominiert, jedoch aufgrund einer „nichttolerierbaren Grenzüberschreitung“ gegenüber der Teilnehmerin Ann-Kathrin Bendixen vor Drehbeginn von der Show ausgeschlossen.
Kieling wurde bei der Arbeit als Dokumentarfilmer mehrfach von Tieren angegriffen, darunter auch mindestens dreimal von Bären. Zuletzt verunglückte er im Mai 2023 in den Karpaten durch den Angriff eines Bären bei Filmarbeiten über Vögel (Wasseramsel und Dreizehenspecht), bei dem sein Oberkörper verletzt und große Teile seiner Kopfhaut abgetrennt wurden.

## Positionen
Mit einem Video vom 14. Juli 2016 äußerte sich Kieling kritisch gegenüber der Windenergie und ihren Betreibern. Er zeigt dort einige tote Vögel und zwei verendete Fledermäuse und meint dazu, dass die hinter ihm aufragende Windkraftanlage diese Tiere innerhalb kürzester Zeit getötet habe. Zudem ist er zu dem Schluss gekommen, dass Verfechter der Windkraft in der Umgebung zwei Schwarzstorchnester abgebaut hätten, um Naturschützern keine Einwände gegen den weiteren Ausbau des Windparks zu ermöglichen. Das Facebook-Video wurde bereits innerhalb von drei Tagen, bis zum 17. Juli 2016, über 500.000 mal aufgerufen und ca. 10.000 mal geteilt.

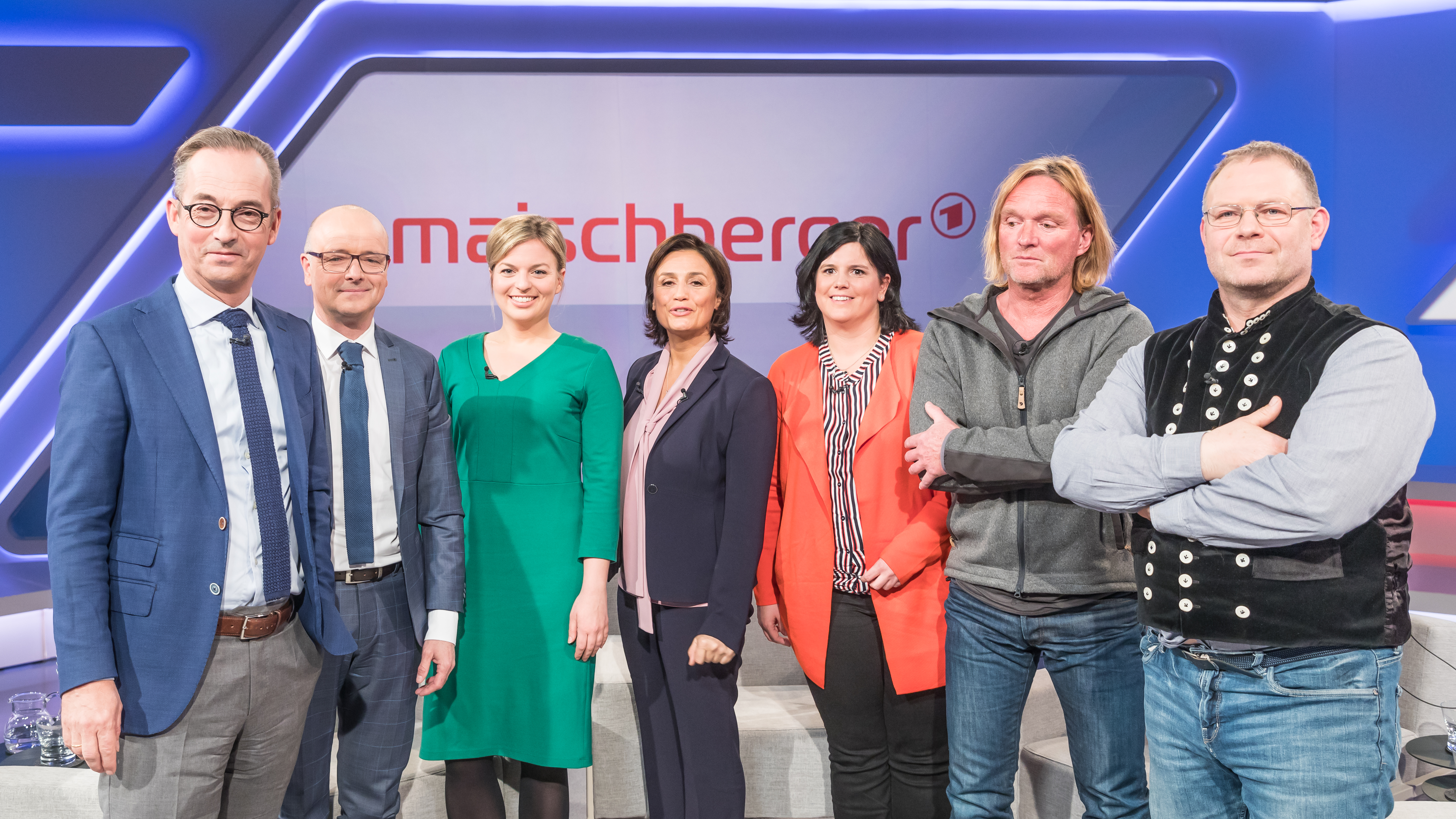
Jan Fleischhauer, Karsten Schwanke, Katharina Schulze, Sandra Maischberger, Carina Konrad, Andreas Kieling und Ronald Rocher (v. l. n. r.) bei Maischberger (2019)

In der Sendung Maischberger erklärte Kieling, die Regulierung des Wolfs geschehe durch die Räuber-Beute-Beziehung von selbst. Die Natur reguliere sich auf eigene Weise. Carina Konrad von der FDP stellte die Studie zum Insektensterben infrage, Kieling missbilligte dies.

## Kritik
Kritik bekam Kieling im April 2012 für die ZDF-Dokumentation Kielings wildes Deutschland, nachdem bekanntgeworden war, dass er darin Wolfhunde für Wölfe ausgab. Kieling nahm dazu in einem Video auf seiner Website Stellung.
Im August 2016 setzte sich Kieling auf seiner Facebookseite in einer Videobotschaft kritisch mit dem Totalherbizid Glyphosat auseinander. Daraufhin wurden verschiedene von Kielings Aussagen von Alfons Deter, Inhaber eines landwirtschaftlichen Betriebes, als fachlich unzutreffend bemängelt. Außerdem wurde ihm vorgeworfen, dass er in dem Video einen Kraftstoffkanister als Glyphosatkanister ausgebe, da dessen rote Signalwirkung seine Botschaft besser transportieren könne. Andreas Kieling ging in einer weiteren Videobotschaft auf die Kritik ein, verteidigte aber seine Aussagen als gerechtfertigt, „um Missstände aufzuzeigen“.
Nach dem Ausschluss von der Serie 7 vs. Wild im August 2023 (siehe Kapitel Dokumentarfilmer) ließ Kieling anwaltlich dementieren, dass es Übergriffigkeiten während des Tanzes mit Ann-Kathrin Bendixen gegeben hätte. Der Mitgründer der Serie Fritz Meinecke sprach daraufhin in einem Video-Statement auf YouTube neben dem Übergriff zudem von anderen für ihn fragwürdigen Äußerungen, Fernbleiben von einem Briefing über lebensrettende Sofortmaßnahmen sowie respektlosem Verhalten gegenüber einer Frau des Organisationsteams. Meineckes Angaben bestätigten weitere Teilnehmer der Staffel auf eigenen YouTube-Kanälen.

## Ehrungen
Für sein langjähriges Wirken als Tierfilmer und die damit verbundene Öffentlichkeitsarbeit erhielt Kieling zum Oktober 2015 das Bundesverdienstkreuz am Bande.

## Filmografie
- 2004: Der Baum der Bäume – Geheimnisvolles Eichenleben (Kamera, zusammen mit Roland Gockel)
- 2004: Der Bärenmann – Vater und Sohn unter Grizzlys in Alaska
- 2005: Europe: A Natural History – A New Millennium
- 2005: Europe: A Natural History – Taming the Wild
- 2005: Beruf: Tierfilmer
- 2007: Abenteuer Yukon – Der lange Weg zum Eismeer
- 2007: Im Visier der Grizzly Giganten (ZDF Expeditionen „Adventure X“)
- 2008: Kieling – Expeditionen zu den Letzten ihrer Art (Kamera, zusammen mit Luana Carina Knipfer), drei Teile, ZDF
- 2009: Andreas Kieling – Mitten im wilden Deutschland (Dokumentation in fünf Teilen), ZDF/Arte
- 2010: Andreas Kieling – Mitten in Südafrika (Dokumentation in fünf Teilen), ZDF/Arte
- 2012: Kielings wildes Deutschland (Dokumentation in zwei Teilen), ZDF
- 2014: Kielings wilde Welt (Dokumentation mit zehn Folgen in vier Staffeln), ZDF/Arte
- 2015: Kielings kalte Welt (Dokumentation in zwei Teilen), ZDF/Arte
- 2016: Kielings wildes Afrika, ZDF/Arte

## Publikationen

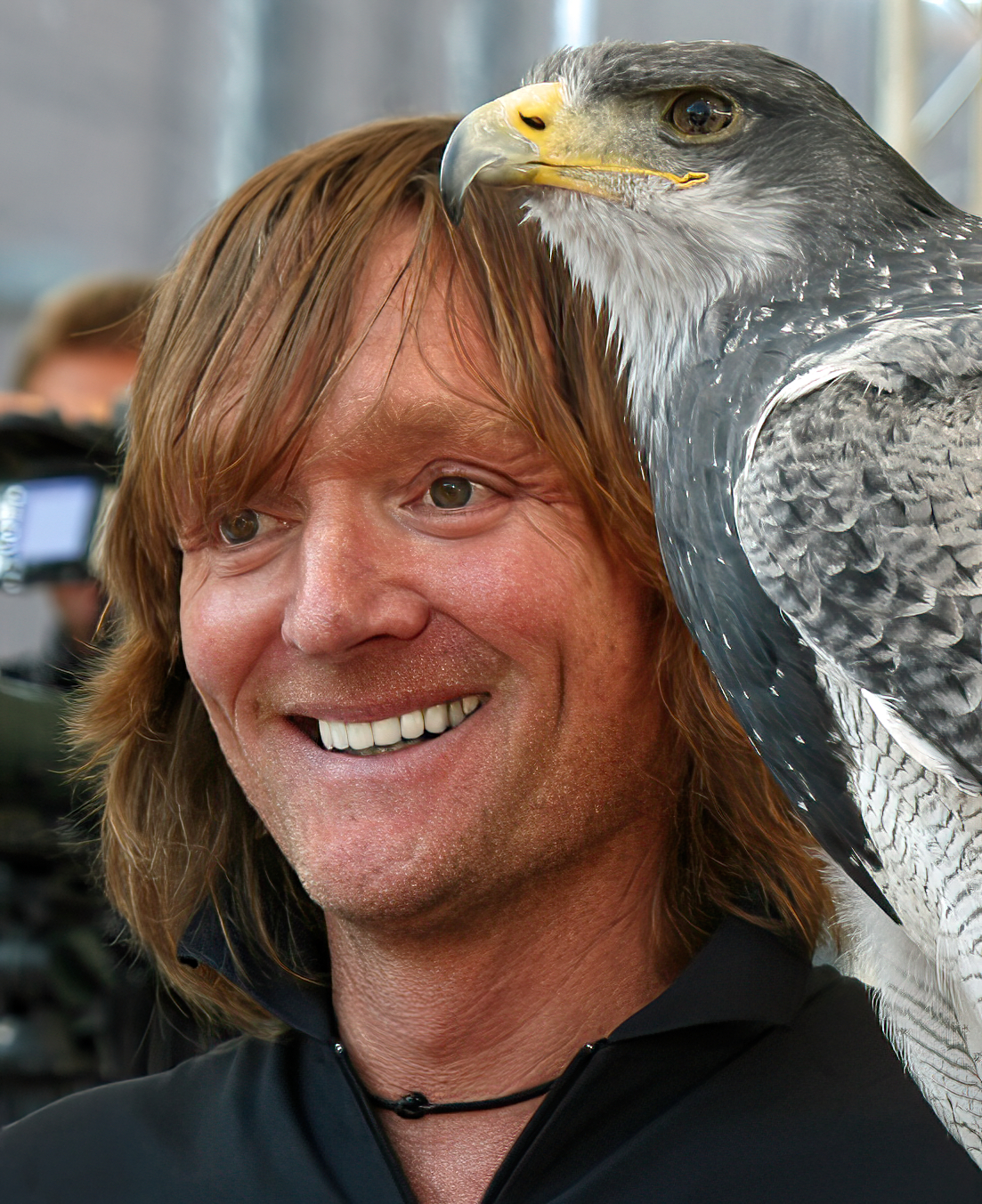
Andreas Kieling bei der Photokina (2008)

- mit Irena Bischoff: Yukon-River-Saga. Zürich 1995. Neuausgabe: Yukon-River-Saga. Im Kanu durch Kanada und Alaska. München 2001, ISBN 3-453-17818-1.
- mit Irena Bischoff: Ussuri-Tiger. Zürich 1999, ISBN 3-85833-257-7.
- Im Reich der Riesenbären. Andreas Kieling unterwegs zu den letzten großen Bären Alaskas. Stuttgart 2003, ISBN 3-440-09545-2.
- mit Simone Kosog: Der Bärenmann. Vater und Sohn unter Grizzlys in Alaska. Aus der ARD-Reihe „Expeditionen ins Tierreich“. Hamburg 2004, ISBN 3-455-09469-4.
- mit Sabine Wünsch: Bären, Lachse, wilde Wasser. Als junge Familie durch Kanada und Alaska. München 2007, ISBN 978-3-89029-284-7.
- mit Sabine Wünsch: Ein deutscher Wandersommer. 1400 Kilometer durch unsere wilde Heimat. Malik im Piper Verlag, München 2011, ISBN 978-3-89029-393-6.
- mit Sabine Wünsch: Durchs wilde Deutschland. Von den Alpen bis zum Wattenmeer. München 2012, ISBN 978-3-89029-415-5.
- Meine Expeditionen zu den Letzten ihrer Art. Piper Taschenbuch, München 2015, ISBN 978-3-492-30627-0.
- mit Sabine Wünsch: Im Bann der Bären. Mein Leben in Alaska. Hamburg 2015, ISBN 978-3-86690-440-8.
- mit Kilian Schönberger: Sehnsucht Wald. Geheimnisvolle Lebensräume in Deutschland. National Geographic Verlag, Hamburg 2016, ISBN 978-3-86690-477-4.
- mit Sabine Wünsch: Andreas Kieling. 30 Jahre Tierfilm. NG Buchverlag, München 2023, ISBN 978-3-86690-818-5.